# Alan Badel
Pour les articles homonymes, voir Badel.
Alan Badel est un acteur britannique né le 11 septembre 1923 à Rusholme (Royaume-Uni), mort le 19 mars 1982 à Chichester (Royaume-Uni).

## Filmographie

### Cinéma
- 1952 : The Stranger Left No Card : John Smith
- 1953 : Salome : John the Baptist
- 1953 : Le Scandaleux Mister Sterling (Will Any Gentleman...?) : The Great Mendoza
- 1955 : Trois meurtres (Three Cases of Murder) : Owen (segment "Lord Mountdrago") / Mr. X (segment "In the Picture") / Harry (segment "You Killed Elizabeth")
- 1955 : Feu magique (Magic Fire) : Richard Wagner
- 1963 : Le Prix d'un homme (This Sporting Life) : Gerald Weaver
- 1963 : Bitter Harvest : Karl Denny
- 1964 : Les Enfants des damnés (Children of the Damned) : Dr. David Neville
- 1966 : Arabesque : Beshraavi
- 1968 : Otley : Sir Alex Hadrian
- 1969 : Where's Jack? : The Lord Chancellor
- 1970 : Les Derniers Aventuriers (The Adventurers) : President Rojo
- 1973 : Luther : Thomas De Vio
- 1973 : Chacal (The Day of the Jackal) : le ministre
- 1977 : Un espion de trop (Telefon) : Col. Malchenko
- 1978 : La Grande menace (The Medusa Touch) : Barrister
- 1978 : L'Ouragan vient de Navarone (Force 10 from Navarone) : Maj. Petrovitch
- 1979 : Le Mystère des sables : Dollmann
- 1979 : Agatha : Lord Brackenbury
- 1980 : Nijinski : Baron de Gunzburg

### Télévision
- 1953 : Omnibus (TV) : Fool
- 1958 : Orgueil et Préjugés (Pride and Prejudice) (télésuite) : Fitzwilliam Darcy
- 1963 : Le Prisonnier (TV) : The Cardinal
- 1963 : The Lover (TV) : Richard
- 1964 : Le Comte de Monte-Cristo (en) (The Count of Monte Cristo) (TV) : Edmond Dantes / Count of Monte Cristo
- 1967 : Henry IV (TV) : Henry IV
- 1968 : The Fanatics (TV) : Jean Calas
- 1970 : A King and His Keeper (TV)
- 1974 : A Raging Calm (feuilleton TV) : Tom Simpkins
- 1976 : Where Adam Stood (TV) : Philip Gosse
- 1976 : Bill Brand (série TV) : David Last
- 1977 : Exiles (TV) : Michael Arlen
- 1979 : The Secret of Charles Dickens (TV) : Charles Dickens
- 1980 : Shogun (TV) : Father Dell'Aqua
- 1982 : The Woman in White (feuilleton TV) : Count Fosco